# 南纬路 (北京)
39°52′46″N 116°23′19″E / 39.87938°N 116.38860°E
南纬路是位于北京市西城区东南部的一条道路。

## 简介
南纬路东起天坛西门，西到禄长街。南纬路主要路段的所在地原来地处先农坛内，民国四年（1915年）北京的市政当局整顿先农坛北部，按照地图的经纬确定了新建道路的名称，南纬路因而得名。起初，路旁较为空旷。过去北京的刑场，明朝设在西四牌楼，清朝设在宣武门外的菜市口，中华民国成立后废除了用刀杀人，刑场改设在南纬路东端路南的先农坛根。民国十五年（1926年）4月26日，《京报》的创办者邵飘萍在此被处决。